# أنطوان ويليام ديلماس
أنطوان ويليام ديلماس (بالفرنسية: Antoine Guillaume Delmas)‏ هو عسكري فرنسي، ولد في 21 يونيو 1768 في Argentat ‏ في فرنسا، وتوفي في 30 أكتوبر 1813 في لايبزيغ في ألمانيا.